# Próba SISI
Próba SISI (Short Increment Sensitivity Index) – próba zróżnicowania głośności służy do określenia zdolności różnicowania zmiany natężenia bodźca. Wykonywana jest w celu określenia charakteru (miejsca uszkodzenia) niedosłuchu odbiorczego.

## Wykonanie
Nadaje się ton  o natężeniu 20 dB SL (powyżej progu słuchu pacjenta) modulowany o 1 dB co 5 s na około 0,3 - 0,5 s. Zadaniem pacjenta jest sygnalizowanie kiedy usłyszy chwilowe modulacje dźwięku.

## Wyniki
- Próba dodatnia:
  - wszystkie lub prawie wszystkie modulacje są rejestrowane przez chorego (60-100%)
  - świadczy o niedosłuchu ślimakowym i dodatnim objawie wyrównania głośności
- Próba ujemna:
  - niewielka ilość modulacji jest rejestrowana przez chorego (0-15%)
  - świadczy o braku występowania objawu wyrównania głośności